# Bulbostylis fimbristyloides
Bulbostylis fimbristyloides är en halvgräsart som beskrevs av Charles Baron Clarke. Bulbostylis fimbristyloides ingår i släktet Bulbostylis och familjen halvgräs. Inga underarter finns listade i Catalogue of Life.